# 民間軍事会社

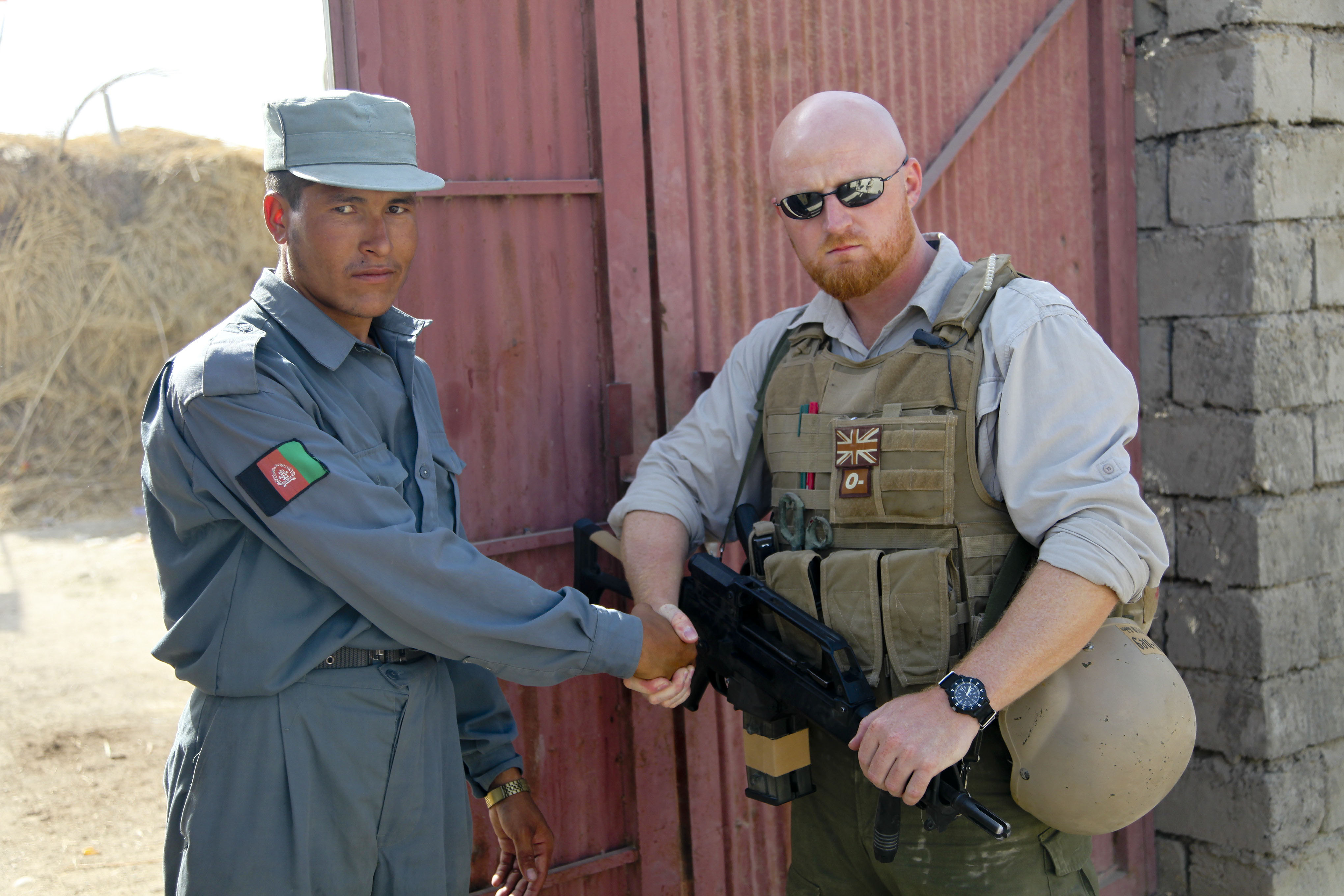
アフガニスタン警察の隊員（左）と握手するイギリスの民間軍事会社のコントラクター（右）。

民間軍事会社（みんかんぐんじがいしゃ）とは、直接戦闘、要人警護や施設、車列などの警備、軍事教育、兵站などの軍事的サービスを行う企業。
PMC（private military company または private military contractor）、PMF（private military firm）、PSC（private security company または private security contractor）、PMSC(private military and security company、複数形はPMSCs) などと様々な略称で呼ばれる。2008年9月17日にスイス・モントルーで採択されたモントルー文書でその地位や法的責任などが定義されている。傭兵はジュネーヴ条約違反であるが、国家の法律上、国際法上は民間軍事会社も性質はジュネーヴ条約違反である。また、存在がジュネーヴ条約違反であるために、民間軍事会社にジュネーヴ条約を守る責任や義務は無い（責任と義務は雇用主に発生する）。国家の法律上と国際法上の法解釈学では、存在はグレーゾーンとされる。

## 概要
1980年代後半から1990年代にかけて誕生し、2000年代の「対テロ戦争」で急成長した。国家を顧客とし、人員を派遣、正規軍の業務を代行したり、支援したりする企業であることから、新手の軍需産業と定義されつつある。
主な業務としては軍隊や特定の武装勢力・組織・国に対して武装した社員を派遣しての警備・戦闘業務、武装勢力に拘束された人質の救出や窮地に陥った要人の逃亡支援など救助・救援業務、兵站・整備・訓練等の後方支援など、戦闘一辺倒だった旧来型の傭兵と異なり提供するサービスは多岐に渡る。
軍の増派がたびたび政治問題化していることや、より多くの正規兵を最前線に送るために後方支援や警備活動の民間委託が進んだこと、民間軍事会社の社員の死者は公式な戦死者に含まれないなどの理由で活用が進んでいる。イラクやアフガニスタンでは、従来であれば正規軍の二線級部隊が行ってきた警備や兵站、情報収集など後方業務を外注する民間組織として正規軍の後方を支える役目を担い、多い時で約26万人の民間人が米国政府の業務に関わった。
その一方で軍人、民間人、傭兵のどれにも当てはまらない曖昧な存在であることや、需要が増大し急速に規模が拡大したため、管理が行き届かず多くの不祥事（2007年にブラックウォーター社が引き起こした民間人虐殺事件など）を起こした事などが問題になっている。2004年3月、民間軍事会社の要員が民衆に惨殺され、町を引きずり回された後に焼却、橋に吊るされるという事件が発生。これが原因となりファルージャで多国籍軍と武装勢力が軍事衝突し（ファルージャの戦闘)、4月と11月の戦闘を合わせて多国籍軍側100人以上、武装勢力と民間人にそれぞれ1000人以上の死者が出た。2019年末には保釈中のカルロス・ゴーンの国外逃亡を支援するなど、報酬次第では明白な違法行為を行う者も存在する。
2008年9月、スイスの国際会議においてアメリカや欧州諸国、中国、イラク、アフガニスタンなど17カ国は民間軍事会社に国際法を順守させるため、各国に対して適切な監督・免許制度の導入、採用時の審査の厳格化、戦時の民間人保護を規定した国際人道法や人権法に関する社員教育の強化など適切な監督を求める具体的な指針を盛り込んだモントルー文書を採択した。

## 名称
日本では民間軍事会社、民間軍事請負企業などと呼称される。
民間軍事会社について報道機関や文献によって異なる名称が使用されており、PMC（private military company または private military contractor）、PMF（private military firms）とさまざまで、アメリカ国防総省や民間軍事会社の管理組織であるIPOAやBAPSCはPMSCの語を使用している。
国際政治学者のP・W・シンガーは『戦争請負会社』（邦訳版：日本放送出版協会 (2004/12)原著：Cornell University Press (July 2003)）でPMFと表記している。

## 歴史

### 登場以前
近代に入り民間企業が巨大化すると、鉱山で起きたストライキの鎮圧など警備員では対処できない事態を素早く解消するため、それまで手配師などに頼っていた傭兵の募集に代わり、会社の一部門として武装組織（会社軍）を編成するようになった。これらは退役した士官などの経験者を指揮官として迎え、グルカ兵やヨーロッパ人などの傭兵を兵としていた。構成は歩兵、騎兵、砲兵からなるヨーロッパの伝統的な陸軍を簡略化した組織であったが、資金力を背景に武装に関しては最新の兵器を揃えており、最新の軍事教育を受けたヨーロッパの将校を指導教官として雇用することもあった。
ジョン・ロックフェラーは鉱山や工場で発生したストライキを鎮圧するため積極的に会社軍を派遣していたが、コロラド燃料製鉄会社のストライキを鎮圧するため30人以上を射殺したことでヘレン・ケラーが新聞で非難記事を連載したことや、社長となっていたロックフェラー2世が対話路線に転向したことでアメリカ国内では交渉で解決し、武力が必要な場合は州兵に任せるべきという風潮となった。また私企業が武力を保有することは次第に問題視されるようになり、欧米では国内での行動に制約が課されるようになった。
国外において、西洋列強は東インド会社のような植民地を統治する勅許会社の会社軍に対し、反乱の鎮圧のみならず周辺にある国を植民地にするための戦争（第二次シク戦争など）を許可していた。自国の軍隊のアウトソーシングであり、これにより遠方に軍隊を派遣する必要がなくなり、低コストで植民地を防衛することが可能となった。特にインドではヴァンディヴァッシュの戦いやプラッシーの戦いのように会社軍同士の戦闘が度々発生した。植民地の会社軍はスィパーヒーなど地元の傭兵が中心で兵の質はまちまちだったが、イギリスはこれらの戦いで活躍したグルカ兵に注目し、イギリス東インド会社軍で積極的に雇用するようになった。
ロシア帝国の勅許会社である露米会社はニコライ・レザノフの部下で軍人のニコライ・フヴォストフが会社の武装勢力を指揮し、日本を襲撃している（文化露寇）。
これらの会社軍は指揮官は社員、傭兵はパートタイムで雇用して指揮下に置いているが、第三者へ兵力を提供することはなく、それまで領主が抱える私兵のような自力救済の延長か、政府が植民地を間接的に統制するための組織であった。

### 民間軍事会社の登場
第二次世界大戦後には各国で法が整備され会社軍のような存在は規制がかかり、治安が不安定な地域での操業する鉱山や油田の警備に支障を来すようになった。
そこで警備会社という名目で設立し、かつて会社軍が担当していた軍事サービスを他の企業に提供する会社が登場した。代表的な会社としてはダインコープやSAS創始者のデビッド・スターリングが経営するウォッチガード・セキュリティがあり、これには自国企業を保護したいイギリス政府も出資していた。民間企業でも自社で直接雇用するのに比べ、必要なときに必要な数の人員を確保できるためメリットは大きかった。
コンゴ動乱やローデシア紛争などでは傭兵が戦闘や護衛にも関わっていたが、1991年のソビエト連邦の崩壊に伴う冷戦の終結により、アメリカ合衆国を中心とした各国は肥大化した軍事費と兵員の削減を開始し、数多くの退役軍人を生み出した。冷戦終結以降の世界では超大国同士がぶつかりあう大規模な戦闘の可能性は大幅に少なくなったものの、テロリズムや小国における内戦、民族紛争など小規模な戦闘や特定の敵国が断定できない非対称戦争が頻発化、不安定な地域で行動する民間人を護衛する需要も増加した。
優秀な軍歴保持者は有り余り、軍事予算の大幅な削減に伴い軍隊のコスト面での効率化が求められ、そして小規模の紛争が頻発する。この3つの要素が民間軍事会社を生み出す土壌を与える事となった。まさに戦争のアウトソーシングである。
こうして、民間軍事会社の元祖とも言える「エグゼクティブ・アウトカムズ」が誕生し、既存の軍関連会社も次々と民間軍事会社化していった。

### 1990年代

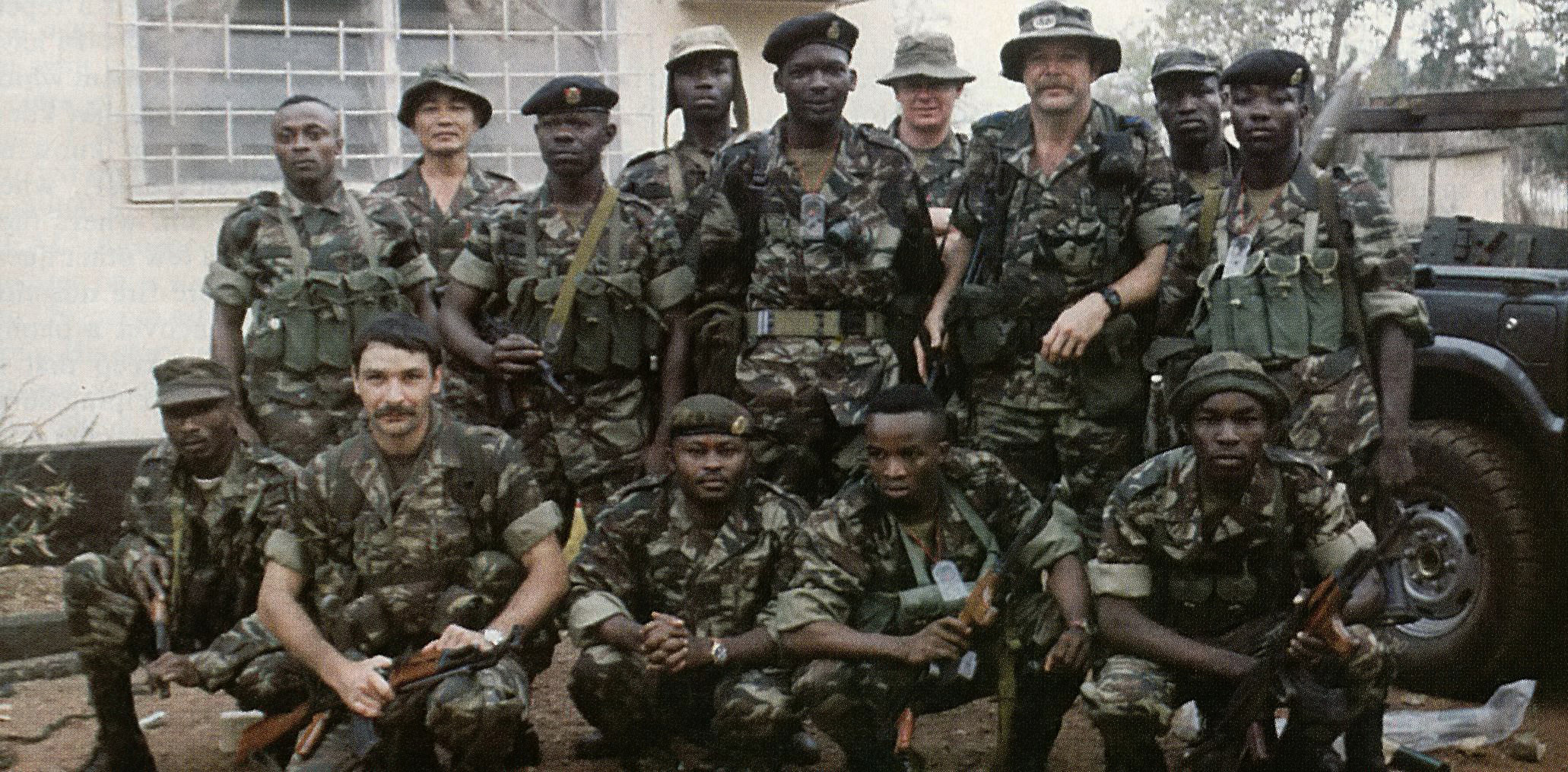
シエラレオネ軍とグルカセキュリティー社

1989年に南アフリカ共和国で誕生したエグゼクティブ・アウトカムズ（Executive Outcomes,略称EO）社は、フレデリック・ウィレム・デクラークやネルソン・マンデラ政権下で行われたアパルトヘイト政策の廃止や軍縮によって職を失った兵士を雇用することで、優秀な社員を多数有する会社となった。
特に第32大隊などの精鋭部隊に所属していた黒人兵士を多く雇用していたが、彼らはアンゴラ内戦で家族や財産を失い、逃げ延びた先の南アフリカでは白人達に周辺国への軍事介入や同じ黒人の弾圧に動員され、アパルトヘイト廃止後行き場を失った者達だった（EO社の解体後はポムフレットなど辺境の町で貧しく暮らしている）。
EO社はアンゴラ内戦中の1993年にアンゴラ政府と契約を結び、正規軍の訓練と直接戦闘を実行。結果アンゴラ全面独立民族同盟（UNITA）に壊滅的被害を与えることに成功し、20年続いた内戦をわずか1年で終結させた。その後、国際社会の圧力でアンゴラ政府はEO社との契約を打ち切り、国連が平和維持を行うことになったが平和維持部隊は任務に失敗し、アンゴラは内戦に逆戻りした。
また、シエラレオネ内戦では、残虐な行動と少年兵を利用することで知られた反政府勢力革命統一戦線（RUF）の攻勢で、先に展開したグルカ・セキュリティー・サービス社は司令官であったロバート・C・マッケンジーが殺害されるなど大きな被害を出し撤退、首都フリータウンも陥落寸前の状態であったが、EO社はわずか300人の部隊でRUFに壊滅的被害を与え、RUFが占拠していたダイヤモンド鉱山を奪還することで和平交渉の席に着かせることに成功した。しかし、こちらもアンゴラと同様に内戦に逆戻りした。
EO社は次第に肥大化し、戦闘機、攻撃機、攻撃ヘリコプターなどの航空兵器や、戦車、歩兵戦闘車のような強力な陸上兵器、負傷者輸送用のボーイング707なども運用するようになったが、危機感を抱いた南アフリカ政府によって1998年に解体された。しかし、内戦の戦局をも変えてしまう民間軍事会社の登場は世界に衝撃を与えた。
パプアニューギニアでは、ブーゲンビル紛争において、政府が同国のパプアニューギニア国防軍よりも民間軍事会社のサンドライン・インターナショナルを重用したため、国軍によるクーデターが発生している。

### 2000年代

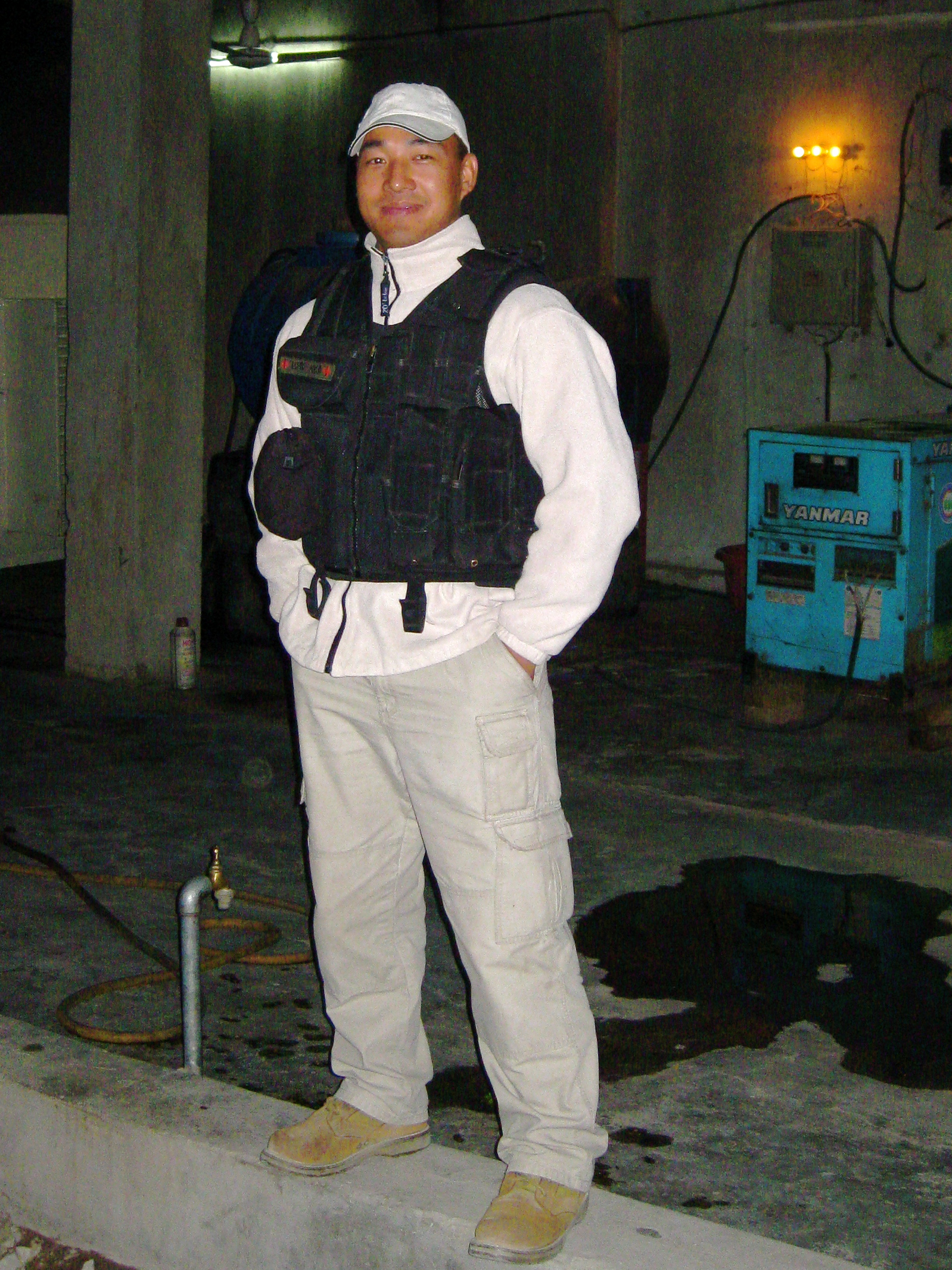
元グルカ兵のコントラクター（アフガニスタン、ナンガハル州）

1990年代に登場した民間軍事会社は、その後急速に業務を拡大していき、2001年のアメリカ同時多発テロ事件以降からはイラクやアフガニスタンでの活動が注目を集めるようになった。しかし、急速な組織拡大から法規の作成が追いつかず、管理する法律も組織も無い無法状態が続いたため、殺人や虐待など数々の不祥事を起こしてきた。
2001年にはアメリカで民間軍事会社の管理組織であるInternational Peace Operations Associationが発足、2006年にはイギリスでアメリカとは異なる民間軍事会社管理組織であるBritish Association Of Private Security Companiesが発足した。イギリスの場合はアメリカよりも非常に厳格で、民間軍事会社にISOやBSの取得を義務付けておりプレゼンテーションにおいてもイギリスの民間軍事会社はアメリカのそれとは違うことを強調している。
イラクにおける管理組織は連合国暫定当局が行ってきたが解体にともない2004年8月に連合国暫定当局から分離したNPO法人としてPrivate Security Company Association of Iraqが発足した。イラクでは連合国暫定当局が最後に発行したCPA Order17という規定に基づいて行動していたが、この規定は大変に問題のあるもので、民間軍事会社はイラクの法律に従う必要が無く、あらゆる免責特権を認め、税金も免除するなど民間軍事会社を完全に治外法権化する物であった。
2007年9月にはブラックウォーターUSAのコントラクターがイラクで輸送部隊の護衛中に市中で無差別発砲を行いイラク人を17人射殺するという事件が起きると、イラク政府も厳しい措置を取らざるを得なくなり、2009年1月1日でCPA Order17の無効を宣言し、民間軍事会社から免責特権を剥奪した。これ以降、民間軍事会社はイラクの国内法に従う義務が生じPrivate Security Company Association OF Iraqは2009年現在は実質的に活動していない。
このような無法状態を改善しようとする動きもあり、2008年9月17日にスイスのモントルーで17ヶ国によって採択されたモントルー文書で初めて国際的な規制が出来た。指針であり条約ではないため、国際法としての拘束力は無いが、新たな条約締結へ向けた活動が行われている。

### 2010年代
イラク戦争後、民間軍事会社は各地の小規模紛争に派遣されるようになった。リビア内戦においては、イスラエルのグローバルCSTが主にアフリカ系からなる警備要員や東欧・中東系の戦闘機パイロットなど多数の要員を派遣して非武装市民への殺傷を含む過剰な業務を行い、シリア内戦では、アメリカの民間軍事会社が自由シリア軍など反アサド派を訓練するためにトルコで活動していた。一方、シリア政権側もロシア系の民間軍事会社の先駆けで香港を拠点とするスラヴ軍団から同様の支援を受けていた。アフリカではブラックウォーター社の設立者だったエリック・プリンスらが中国政府系の香港企業フロンティア・サービス・グループで中国の国家戦略である一帯一路を警備面から支援していた。
また2014年以降の騒乱下にあるウクライナにおいても西欧の民間軍事会社の要員らしき外国人が多数確認されたという証言がある。
2015年にはイエメンで、アメリカのスピアー・オペレーションズ・グループがアラブ首長国連邦の依頼により、イエメンにいる政敵の暗殺作戦を実行していた。

### 2020年代
ウクライナ紛争にて、ロシアのワグネル・グループがロシア正規軍と並んで主要な軍事力として機能している。ワグネルは元正規軍兵士だけでなくロシア国内の刑務所で囚人を戦闘員として参加させ、生還した者には恩赦を与えていた。ドンバス地域のバフムートを掌握するための戦闘に中心的な役割を果たすなどの戦果を上げてき、それに伴いワグネルの能力も認められ、創始者のエフゲニー・プリゴジンのロシアにおける政治的な評価が高まった。しかしやがてプリゴジンはセルゲイ・ショイグ国防大臣やワレリー・ゲラシモフ参謀総長を痛烈に批判するようになり、2023年6月23日には武装蜂起を宣言するに至った。
これに対しウクライナ当局も外国人義勇兵を多く募集した他、ウクライナ軍への訓練及び人命救助活動を実施するため、米軍の元将兵などで編成されたモーツァルト・グループという民間軍事会社が活動を行っている。

## 従業員

### 人員数
1991年の湾岸戦争時には全兵士における民間軍事会社従業員の比率は100:1と言われていたが、2003年のイラク戦争時はおよそ10:1と言われている。イラクに駐留する民間軍事会社の人員は、一説にはアメリカ人が3千人から5千人。イギリスなどのヨーロッパ人や南アフリカ人では7千人から1万人。貧困国の出身者では1万5千人から2万人。イラク現地で雇用された者が2万5千人から3万人と言われている。また、受注した会社がさらに他の会社に仕事を丸投げしたり再発注しており、イラクに駐留する民間軍事会社の正確な社員数を把握する事の障害にもなっている。
1994年のルワンダ紛争においてはエグゼクティブ・アウトカムズ社はいつでも1500人規模の部隊を展開出来る準備を整えていた（これはアフガニスタン侵攻時のアメリカ海兵隊の先行侵攻部隊と同規模である）。作戦期間は4週間を計画しており、1日あたりの費用はおよそ60万ドルと見積もっていたが、結局依頼する組織が無かったため実行されることはなかった。

### 経歴
アメリカ人やイギリス人など欧米圏の社員を雇用する際には、正規軍の兵士経験者（特にデルタフォースやDEVGRUといった有名特殊部隊に所属する元兵士を優遇する）を雇用することが主体であるが、社内の基準を満たしていれば（厳格な選抜試験を受けさせる会社もあれば、契約書にサインすれば誰でも入れる会社もある）、警察官や軍隊経験のない一般市民を雇用することもある。
先進国の人員だけを雇用して警備などをしては、限られた人件費が高騰することや素早く効率的に人材を供給できないという事情から、フィジー、ネパール、フィリピン、コロンビアなどの、近年まで内戦や紛争状態にあり、実戦経験者が豊富な貧困国から元兵士が送られている割合が多い。アメリカのブラックウォーター社においては貧困国の出身者が警備要員の4割、「トリプル・キャノピー社」に至っては8割を占めている。トリプル・キャノピー社は設立当初実態のない会社でありながらも大型契約を取得し、チリ人やフィジー人と少数のアメリカ人を雇って、イラク全土にある13ヶ所の連合暫定施政当局に1000人もの警備員を派遣した。
また、イラク現地では多くのイラク人が雇用されている。G4Sの場合は英国人2名にイラク人6人で身辺警護小隊を編成しており、欧米人の将校下士官に現地人の兵士という構成が取られている。このような雇用方式は「エリニュス社」や「アーマー・グループ」など、他の英国系民間軍事会社でも用いられる方針である。イラク人は警備員だけではなく、空港の荷物チェック係といった非戦闘員としても雇用されている。
リクルートに関しては、ピンからキリまでが実態であり、貧困国の新聞に警備要員と称して募集広告をかけ、戦場に送り込むといった粗っぽい手口を講じる会社も存在する。

### 報酬
元有名特殊部隊所属の肩書きを持つ人材は1日で1000ドル程度の収入が見込めるが、ネパールのグルカ兵が民間軍事会社で働いた場合の給料は月給1000ドル程度である。ただ、ネパールの公務員の平均年収が1300ドルであることから考えると月給1000ドルという給料は彼らの所得水準から見ると大変に高額である。このため、貧困国の兵士にとっては民間軍事会社で得る給料は普通に働く場合の10倍以上にもなり、一攫千金を夢見るに十分な額である。
逆に日本などの先進国の国民から見れば一般企業の賃金と大差の無い、もしくはそれ以下の給与水準であり、危険性に比して薄給で、日本人が民間軍事会社で就労しても大金を稼げるとはいえない。実際にイラクで死亡した日本人の年収は四百数十万円程度で、軍歴が長く下士官であったことから考えれば先進国の正規軍と変わらない報酬である。このため、民間軍事会社の給与は裕福な先進国の国民から見れば安く、貧困国の国民から見れば高給ということになっている。また、軍隊と比べると遺族補償、軍人恩給、褒賞といった福利厚生面は手薄だったり制度自体がない事も多い。
なお、民間軍事会社においても兵士は兵士、下士官は下士官で終わりという点に（多少の例外はあるものの）変化はなく、たとえ入社前に歴戦の勇士でも、入社後にどれだけ実績を重ねても、入社前に幕僚課程や上級士官課程を取得していない者は現場指揮官以上に昇進できない。

## 民間軍事会社・関連企業一覧

### 米国
- ATAC
- ダインコープ・インターナショナル
- アカデミ（旧：ブラックウォーターUSA）
- トリプル・キャノピー
- ドラケン・インターナショナル

### イギリス
- G4S
- エリニュス・インターナショナル

### カナダ
- ガルダ・ワールド

### イスラエル
- グローバルCST

### ロシア
- ワグネル・グループ
- コンボイ
- スラヴ軍団

### ウクライナ
- モーツァルト・グループ

### 南アフリカ
- エグゼクティブ・アウトカムズ